# Городское поселение Апрелевка
Городско́е поселе́ние Апре́левка — упразднённое муниципальное образование (городское поселение), существовавшее в Наро-Фоминском муниципальном районе Московской области с 2005 по 2017 год.
Образовано в 2005 году, включило город Апрелевка и ещё 8 населённых пунктов позже упразднённого Петровского сельского округа.
Крупнейший населённый пункт — город Апрелевка.
Глава городского поселения — Тамаркин Виталий Алексеевич.

## Географические данные
Общая площадь — 65,28 км² (до 2011 года в законе указывалось 67,50 км²). Муниципальное образование находится в восточной части Наро-Фоминского района.

## Население
| 2006    | 2007    | 2008    | 2009    | 2010    | 2011    |
| ------- | ------- | ------- | ------- | ------- | ------- |
| 20 044  | ↘18 679 | ↘18 497 | ↗19 017 | ↗19 154 | ↗20 855 |
| 2012    | 2013    | 2014    | 2015    | 2016    | 2017    |
| →20 855 | ↗22 162 | ↗23 872 | ↗25 092 | ↗26 373 | ↗27 773 |

## Населённые пункты
В границах городского поселения Апрелевка находятся 9 населённых пунктов:
| Вид     | Наименование | Население, чел. | ОКАТО          | Бывшая административная единица до 2006 года |
| ------- | ------------ | --------------- | -------------- | -------------------------------------------- |
| город   | Апрелевка    | 38 483          | 46 238 502     |                                              |
| деревня | Афинеево     | 44              | 46 238 834 002 | Петровский сельский округ                    |
| деревня | Кромино      | 50              | 46 238 834 007 | Петровский сельский округ                    |
| деревня | Малые Горки  | 135             | 46 238 834 005 | Петровский сельский округ                    |
| деревня | Мартемьяново | 151             | 46 238 834 009 | Петровский сельский округ                    |
| деревня | Першино      | 7               | 46 238 834 013 | Петровский сельский округ                    |
| деревня | Санники      | 4               | 46 238 834 022 | Петровский сельский округ                    |
| деревня | Тимонино     | 11              | 46 238 834 024 | Петровский сельский округ                    |
| деревня | Хлопово      | 14              | 46 238 834 025 | Петровский сельский округ                    |

## Комментарии
1. ↑  В июле 2004 года, согласно Постановлению Губернатора МО от 22.07.2004 № 145-ПГ Архивная копия от 4 марта 2016 на Wayback Machine, в состав города включены деревня Мамыри и посёлок Фрунзевец